# The Young Victoria
The Young Victoria è un film del 2009 diretto da Jean-Marc Vallée.
Ambientato nei primi anni di regno della regina Vittoria del Regno Unito, interpretata da Emily Blunt, questo film storico è stato prodotto da Martin Scorsese, Graham King e da Sarah Ferguson, ex-moglie di Andrea, duca di York, terzogenito della regina Elisabetta II.
Il film ha vinto un Premio Oscar nel 2010 per i migliori costumi a opera di Sandy Powell.

## Trama
Il film segue piuttosto fedelmente la giovinezza della regina Victoria, da un anno prima che salisse al trono sino alla nascita della sua primogenita. In particolar modo, viene sottolineato il rapporto con il marito, il principe Albert che si pose a difesa della moglie mentre le venivano sparati due colpi di pistola.

## Produzione
Le scene ambientate nell'abbazia di Westminster sono state girate nella cattedrale di Lincoln tra il settembre e l'ottobre 2007, mentre le altre scene sono state girate a Blenheim Palace nell'agosto dello stesso anno, nel castello di Arundel e nel castello di Belvoir.

## Colonna sonora
La colonna sonora strumentale del film è stata composta da Ilan Eshkeri
1. Childhood
2. Go To England Make Her Smile (Albert's Theme)
3. Down The Stairs (Victoria's Theme)
4. The King's Birthday
5. Swan Song
6. The King Is Dead
7. Buckingham Palace
8. Lord Melbourne
9. Albert Returns
10. Archery
11. The First Waltz
12. Rainy Gazebo
13. Letters From Victoria
14. Constitutional Crisis
15. Riot
16. Letters From Albert
17. Marriage Proposal
18. Honeymoon
19. Assassin
20. Victoria And Albert
21. Only You - Sinead O'Connor

## Edizioni
Il film è uscito nei cinema britannici il 6 marzo 2009 ed è stato pubblicato in DVD il 13 luglio 2009. Il film è stato programmato nei principali paesi (gli USA furono tra gli ultimi, il 13 novembre). In Italia è uscito a noleggio il 17 febbraio e per la vendita il 24 marzo 2010.

## Riconoscimenti
- 2010 – Premio Oscar
  - Migliori costumi a Sandy Powell
  - Candidatura per la migliore scenografia a Patrice Vermette e Maggie Gray
  - Candidatura per il miglior trucco e acconciatura a Jon Henry Gordon e Jenny Shircore
- 2010 – Golden Globe
  - Candidatura per la migliore attrice in un film drammatico a Emily Blunt
- 2010 – Premio BAFTA
  - Migliori costumi a Sandy Powell
  - Miglior trucco e acconciatura a Jenny Shircore